# Hygrophila spiciformis
Hygrophila spiciformis é uma espécie de planta com flor pertencente à família Acanthaceae.
A autoridade científica da espécie é Lindau.

## Moçambique
Trata-se de uma espécie presente no território moçambicano, nomeadamente em Tete e Gaza-Inhambane (regiões como estão definidas na obra Flora Zambesiaca).
Em termos de naturalidade trata-se de uma espécie nativa. .